# Lidiia Sichenikova
Lidiia Sichenikova (en ukrainien : Лідія Юріївна Січеннікова), née le 3 février 1993 à Tchernivtsi, est une archère ukrainienne.

## Biographie
Elle prend part aux Jeux olympiques d'été de 2012.
Elle est ensuite médaillée d'or par équipe  aux championnats d'Europe en salle de 2013 à Rzeszów.
Aux championnats du monde en salle de 2014 tenus à Nîmes, Lidiia Sichenikova, Anastasia Pavlova et Veronika Marchenko battent l'Allemagne et obtiennent la médaille d'or,.
Elle est médaillée de bronze par équipe ainsi que par équipe mixte aux Jeux européens de 2015 à Bakou.
Aux championnats d'Europe de 2016 à Nottingham, elle est médaillée d'or par équipe.
Elle est ensuite médaillée de bronze par équipe  aux championnats d'Europe en salle de 2017 à Vittel. Aux championnats d'Europe en salle de 2019 à Samsun, elle remporte la médaille d'argent en individuel et la médaille de bronze par équipe.